# Franz Birckmann
Franz Birckmann, auch Birkmann, (* in Hinsbeck bei Venlo; † 1530 in Köln) war ein deutscher Buchhändler und – gemeinsam mit seinem Bruder Arnold Birckmann – der Begründer einer Kölner Buchhändlerfamilie zur Zeit des Humanismus. Er war bekannt mit Erasmus von Rotterdam.

## Leben und Werk
Franz Birckmann lernte Buchhandel in Köln und ist 1504 in London nachgewiesen. 1511 heiratete er Gertrud, eine Tochter von Gerhard Amersfoort, einem Kölner Buchhändler. Am 29. Dezember 1511 kauften Franz und sein jüngerer Bruder Arnold Birckmann in Köln das Haus Blankenburg, welches später nach dem Signet der Buchhändlerfamilie (sub pingui gallina = unter der fetten Henne) genannt wurde. Die entsprechende Straße, in der sich die Familie niedergelassen hatte, trägt heute noch den Namen Unter Fettenhennen.
Die älteste Abbildung des Signets ist überliefert für das 1517 von Wolfgang Hopyl in Paris für Franz Birckmann gedruckte Gebetbuch Hortulus Animae.
Der regionale Buchhandel lag in der Verantwortung von Arnold Birckmann, während Franz für die internationalen Beziehungen verantwortlich war. 1512 hatte die Firma Handelsbeziehungen zu den Niederlanden, Frankreich und England.
Mit ihrem Buchhandel erschlossen die Birckmanns vor allem Absatzmärkte in Nordwest-Europa. Zwischen 1515 und 1526 verfügte die Familie über eine ständige Außenstelle in Antwerpen. Über diesen Platz konnte der Buchexport nach England etabliert werden, wo die Familie Birckmann zu den dominierenden Buchhändlern zur Zeit des Renaissance-Humanismus gehörte. Bereits 1513 nannte Erasmus von Rotterdam Franz Birckmann den vorrangigen Buchimporteur für den englischen Markt. Um 1520 war der erste Buchdrucker von Cambridge, Birckmanns Schwager Johann Lair, für die Firma tätig.

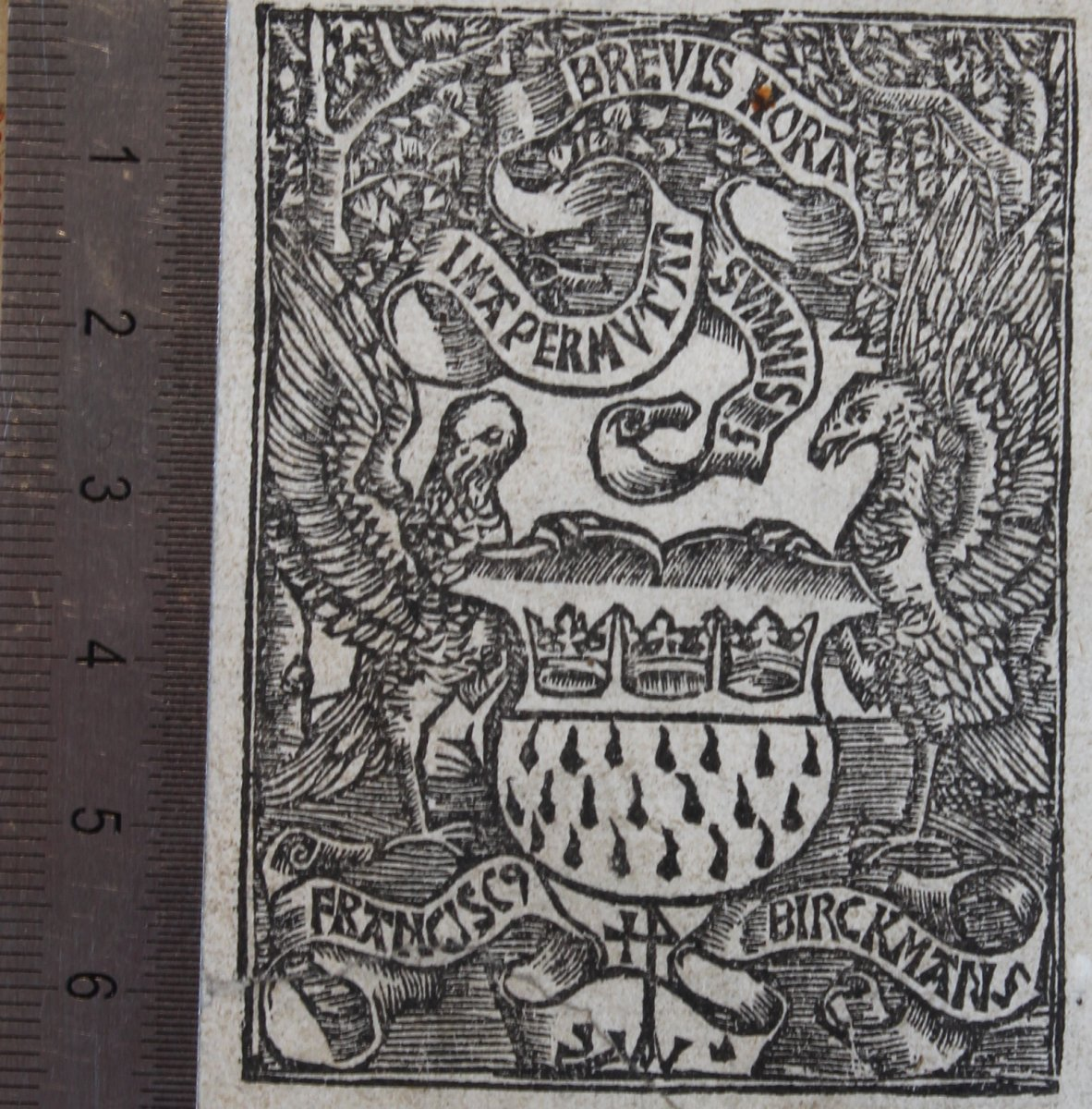
Druckermarke von Franz Birckmann, aus Cornelius Scepperus (Cornelis de Schepper): Assertionis fidei adversvs astrologos. Sive De significationibvs conivnctionvm svperiorvm planetarvm anni millesimi qvincentesimi vicesimi quarti (1523), Öffentliche Bibliothek Brügge: 909 (f. a1 recto)

Nach seiner Rückkehr nach Köln gründete Franz Birckmann 1526 eine eigene Drucker-Offizin. Die letzten Dokumente zu seinen Geschäftsbeziehungen sind für 1530 nachgewiesen: Der Kölner Rat ermahnte Franz Birckmann am 4. Januar 1530, keine Lutherischen Bücher zu drucken oder zu verkaufen. Bald darauf wird er gestorben sein, da im Juni 1530 bereits ein Prozess gegen seine Erben beschrieben ist. Beerbt wurde Franz von seinem Bruder Arnold Birckmann.